# John Woodward
John Woodward (1 de mayo de 1665 - 25 de abril de 1728) fue un naturalista, anticuario y geólogo inglés.

## Vida
Woodward era nativo de Derbyshire. A los dieciséis años se traslada a Londres, estudiando con el profesor y Dr. Peter Barwick, médico de Carlos II de Inglaterra. Fallece el 25 de abril de 1728, siendo enterrado en la Abadía de Westminster.

## Obras
En 1699, publicó acerca de sus experimentos hidropónicos con la menta verde; encontrando que las plantas en las fuentes de agua menos pura crecían mejor que las en agua destilada.
Cuando todavía era estudiante se interesó por la botánica y la historia natural, y durante visitas a Gloucestershire fue atraído por los fósiles muy abundantes en muchas partes de la región; y comenzó a formar la gran colección con la que se asocia su nombre. Sus opiniones fueron establecidos en An Essay toward a Natural History of the Earth and Terrestrial Bodies, especially minerals, &c. de 1695; y ed. de 1702, 3ª ed. 1723). Y fue seguido por Brief Instructions for making Observations in all Parts of the World, de 1696. Y fue autor de An Attempt towards a Natural History of the Fossils of England (2 vols., 1728 y 1729). En esas obras demostró que la superficie pétrea de la tierra estaba dividida en estratos, y que los depósitos cerrados se generaron originalmente en el mar; pero sus puntos de vista del método de formación de las rocas resultaron totalmente erróneos. De hecho, fue satirizado con gran eficacia por John Arbuthnot, que constantemente ridiculizaba sus métodos muy clasicistas, y lo veía como un venal.
En su elaborado Catalogue describió sus rocas, minerales y fósiles en una manera adelantada a su época.

### Otras obras
- Essay toward a Natural History of the earth. 1692

- Brief instructions for making observations in all parts of the world. 1696

- Fossils. In: John Harris: Lexicon chemicum. 1704

- Naturalis historia teluris. 1714

- Fossils of All Kinds Digested Into a Method. 1728

- An Attempt Towards a Natural History of the Fossils of England. 1729.

## Legado
En su testamento, dispuso que sus bienes y efectos personales fuesen vendidos, y que la tierra del valor anual de ciento cincuenta libras iba a ser comprado y transportado a la Universidad de Cambridge. Un profesor iba a ser elegido y pagado con £100 por año para leer al menos cuatro conferencias cada año, en alguno u otro de los temas tratados en su Historia natural de la Tierra. De ahí surgió el Profesorado Woodwardiano de Geología. En la misma universidad legó su colección de fósiles de Inglaterra, y que constituyeron el núcleo del "Museo woodwardiana en Cambridge". Las muestras han sido trasladados al nuevo Museo Sedgwick.

## Honores
- 1692 fue nombrado Gresham Professor of Physic
- 1693 fue elegido miembro de la Royal Society
- 1695 fue hecho M.D. por el Arzobispo Tenison y también en Cambridge[1]
- 1702, hecho miembro del Royal College of Physicians

- La abreviatura «J.B.Woodw.» se emplea para indicar a John Woodward como autoridad en la descripción y clasificación científica de los vegetales.[2]